# Frase

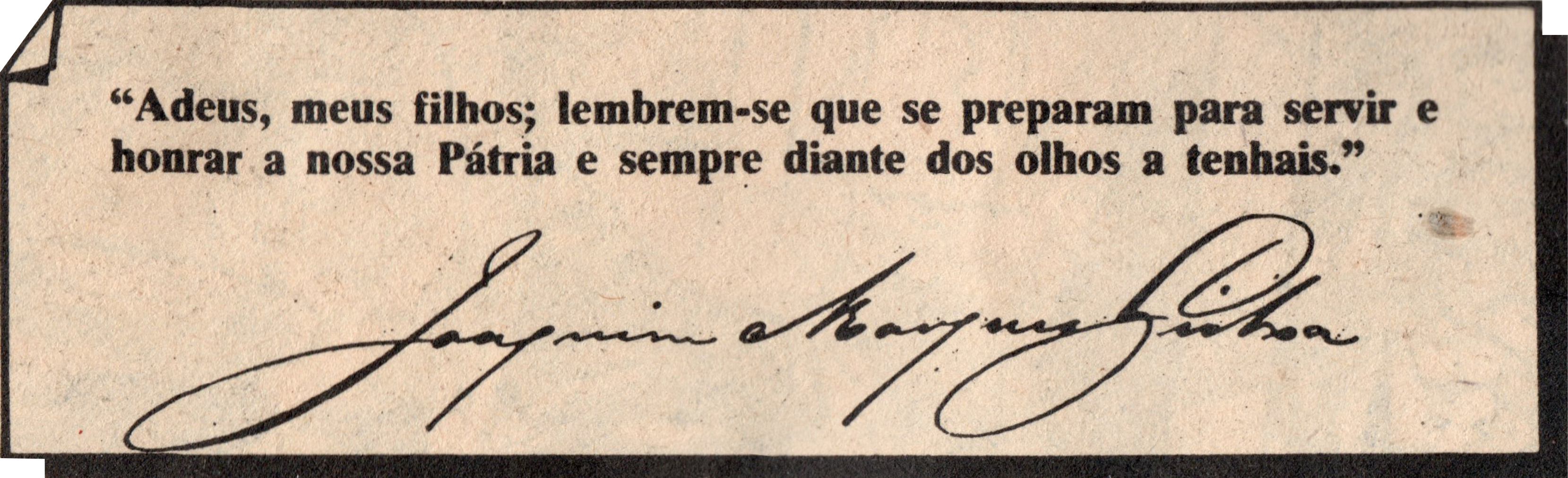
Uma frase do militar brasileiro Joaquim Marques Lisboa.

Uma frase é uma palavra derivado de algo do passado que não faz sentido.  
Exemplo: A cereja é uma fruta deliciosa.

## Tipos de frase
A tabela abaixo resume os tipos de frases e dá exemplos de cada tipo. 
| Tipos de frase                                                | Frase verbal: Quando há presença do verbo     | Frase nominal: Quando não há presença do verbo.                                                                                        |
| ------------------------------------------------------------- | --------------------------------------------- | --- |
| Frases exclamativas: possuem exclamação                       | Olha!                                         | Que horror! |
| Frases imperativas: expressam ordens, proibições ou conselhos | Façam silêncio!                               | Cuidado! (É uma frase, pois transmite uma ideia - a ideia de ter cuidado ou ficar atento - mas não há [verbo] ou [sujeito] explícitos) |
| Frases interrogativas: transmitem perguntas                   | Quando eles vêm nos visitar?                  | O quê? |
| Frases declarativas: anunciam qualquer fato.                  | O Brasil é um país de dimensões continentais. | |

E ainda há mais três grupos secundários:
- Frases optativas: o emissor expressa um desejo (Ex.: Quero comer picolé.);
- Frases imprecativas: o emissor expressa uma súplica através de maldição. (Ex.: Que um raio caia sobre minha cabeça.);

- Frase de situação (ou de contexto): Quando fatores extralinguísticos ajudam a entendê-la. Não há presença de verbo.

Silêncio! — criança recém-nascida.
Formas de frase:
- Forma afirmativa (Está a afirmar a ideia transmitida)

- Forma negativa (Está a negar a afirmação)

## Outros tipos de frases
- Frase simples (frase não idiomática): do ponto de vista de uma tradução, é a que pode ser traduzida literalmente para uma língua. Obs.: em alguns casos, frases simples têm uma diferença mínima em outra língua, geralmente de ordem gramatical.
- Frase Clichê: são frases que podem reproduzir formas de discriminação social e expressar um modo de pensar as relações sociais,utilizando às vezes fragmentos de provérbios.
- Frase idiomática ou expressão idiomática: É a que não é traduzida literalmente para outro idioma. No caso, em cada língua a ideia da frase é expressa por palavras totalmente diferentes. Exemplo português-inglês: Ele está na pior. = He’s down. (Literalmente: Ele está abaixo).
- Frase feita: É a que, a fim de expressar determinada ideia, é dita sempre de forma invariável.

Ele foi pego com a boca na botija.(Para quem não sabe, boca na botija é quando a pessoa é pega no ato de fazer algo, por exemplo, besteira)
Note-se que às vezes uma frase feita é, ao mesmo tempo, uma expressão idiomática. Por exemplo, a frase feita acima citada é dita em inglês como:
He was caught red-handed.
Literalmente: Ele foi pego com as mãos vermelhas.
- Frase sem sentido: são frases que não expressam ideias claras e não permitem uma interpretação objetiva do assunto.

As loucuras geográficas enquanto benfeitoras do endiabrado salão oval se personificam arretadamente por obstáculos tortuosos e onipresentes do raciocínio abdutivo?
- Frase formal (não coloquial ou não popular) : É a dita segundo as normas da linguagem padrão ou formal. Esta é usada formalmente por escrito, e em circunstâncias formais também oralmente, em textos não raro mais longos (em relação a textos sinônimos coloquiais), às vezes com palavras difíceis (que não são do conhecimento da população em geral).
- Frase coloquial (coloquialismo) : É a dita de forma coloquial, ou seja, usando-se uma linguagem simples, em geral oralmente, com textos resumidos e informais. Uma frase coloquial pode conter erros gramaticais (uma ou mais palavras não estão na linguagem padrão), mas costuma ser falada por qualquer pessoa, não importa o seu nível social. Exemplos:

Está certo (concordo). (formal)
Tá certo. (coloquial)